# (17971) Samuelhowell
(17971) Samuelhowell est un astéroïde de la ceinture principale d'astéroïdes.

## Description
(17971) Samuelhowell est un astéroïde de la ceinture principale d'astéroïdes. Il fut découvert le 10 mai 1999 à Socorro (Nouveau-Mexique) par le projet LINEAR. Il présente une orbite caractérisée par un demi-grand axe de 2,27 UA, une excentricité de 0,17 et une inclinaison de 2,9° par rapport à l'écliptique.

## Compléments